# Fryne na święcie Posejdona w Eleusis
Fryne na święcie Posejdona w Eleusis – obraz olejny polskiego malarza akademickiego Henryka Siemiradzkiego z 1889 roku. Znajduje się w zbiorach Państwowego Muzeum Rosyjskiego w Petersburgu.
Artysta pracę nad płótnem rozpoczął w 1886 roku. Tytułową bohaterką obrazu jest słynąca z nadzwyczajnej urody ateńska hetera. Za temat Siemiradzki wybrał podanie, według którego pewnego razu podczas obchodów święta ku czci Posejdona w Eleusis Fryne miała zrzucić szaty i zanurzyć się w wodach Zatoki Sarońskiej, ukazując się następnie zebranym jako wyłaniająca się z morskich fal Afrodyta. Scena została uchwycona w momencie, gdy hetera zdejmuje obuwie, przygotowując się do zejścia w toń wody. Na drugim planie widać zstępującą od strony Eleusis procesję, w której niesiony jest posąg Posejdona. Zgromadzony tłum wyraźnie przygląda się ciału Fryne, podziwiając jej urodę. Tło stanowi grecki pejzaż ze świątynią, morzem i górami. 
Obraz w znacznej mierze inspirowany jest wierszem Lwa Meja Fryne z 1855 roku, bowiem samemu Siemiradzkiemu, pomimo starań, nie udało się osobiście odwiedzić i zobaczyć Eleusis. W pierwotnej wersji ciało Fryne miało być całkowicie nagie, później jednak artysta zdecydował się przykryć szatą jej łono.
Obraz został przedstawiony publiczności na wystawie prac Siemiradzkiego w styczniu 1889 roku w sali starożytności Akademii Sztuk Pięknych w Petersburgu, wzbudzając wielką sensację. Płótno zakupił za sumę 50 tysięcy rubli cesarz Aleksander III.